# Ole Seberg
Ole Seberg ( 1952 - ) es un botánico y taxónomo danés.
Es investigador en Biología Evolucionaria y profesor del "Laboratorio Bolanisk, Universidad Kebenhavns, Gothersgade, Dinamarca.
Se ha especializado en taxonomía teórica y en evolución, filogenia y sistemática de las monocotiledóneas especialmente Orchidaceae. Realiza estudios morfológicos y anatómicos en combinación con análisis cladístico a fin de dilucidar historias evolucionarias. Realiza tales estudios sobre la base de la colección de orquídeas vivas del Jardín botánico.

## Algunas publicaciones
- gitte Petersen, ole Seberg. 1997. Phylogenetic analysis of the Triteae (Poaceae) based on rpoA sequence data. 14 pp.

### Libros
- ole Seberg, gitte Petersen, anders s. Barfod, jerrold i. Davis. 2010. Diversity, Phylogeny, and Evolution in the Monocotyledons. En Proc. of the Fourth International Conference on the Comparative Biology of the Monocotyledons and the Fifth International Symposium on Grass Sys. Ed. Aarhus Univ PR. 663 pp. ISBN	8779343988
- 2005. The Triticeae: a branch in the tree of life : an overview of 31 previously published papers with a Danish summary. Ed. The Natural History Museum of Denmark. 83 pp. ISBN 8787015005
- claus Baden, signe Frederiksen, ole Seberg. 1997. A taxonomic revision of the genus Hystrix (Triticeae, Poaceae). 20 pp.
- signe Frederiksen, finn n. Rasmussen, ole Seberg. 1997. De højere planters evolution og klassifikation (La planta superior la evolución y clasificación). Ed. Gads Forlag. 328 pp. ISBN 8712030872
- 1987. The genera 'Oreobolus' R.Br. [and] 'Schoenoides' Seberg ('Cyperaceae') : list of specimens seen. Ed. Copenhagen University, Botanical Laboratory. 43 pp. ISBN 8798217925

- La abreviatura «Seberg» se emplea para indicar a Ole Seberg como autoridad en la descripción y clasificación científica de los vegetales.[2]